# Ulatowo-Adamy (gromada)
Ulatowo-Adamy – dawna gromada, czyli najmniejsza jednostka podziału terytorialnego Polskiej Rzeczypospolitej Ludowej w latach 1954–1972.
Gromady, z gromadzkimi radami narodowymi (GRN) jako organami władzy najniższego stopnia na wsi, funkcjonowały od reformy reorganizującej administrację wiejską przeprowadzonej jesienią 1954 do momentu ich zniesienia z dniem 1 stycznia 1973, tym samym wypierając organizację gminną w latach 1954–1972.
Gromadę Ulatowo-Adamy z siedzibą GRN w Ulatowie-Adamach utworzono – jako jedną z 8759 gromad na obszarze Polski – w powiecie przasnyskim w woj. warszawskim, na mocy uchwały nr VI/10/16/54 WRN w Warszawie z dnia 5 października 1954. W skład jednostki weszły obszary dotychczasowych gromad Ulatowo-Adamy i Ulatowo-Zalesie oraz wieś Ulatowo-Dąbrówka, wieś Ulatowo-Osieczyzna i wieś Ulatowo-Zarośle z dotychczasowej gromady Ulatowo-Słabogóra ze zniesionej gminy Krzynowłoga Wielka; obszary dotychczasowych gromad Kobylaki Czarzaste i Kobylaki-Korysze ze zniesionej gminy Karwacz; a także obszar dotychczasowej gromady Wólka Kobylaki ze zniesionej gminy Jednorożec – w tymże powiecie. Dla gromady ustalono 12 członków gromadzkiej rady narodowej.
31 grudnia 1959 z gromady Ulatowo-Adamy wyłączono wsie Kobylaki Czarzaste, Kobylaki Korysze, Kobylaki Konopki i Kobylaki Wólka, włączając je do gromady Jednorożec w tymże powiecie, po czym gromadę Ulatowo-Adamy zniesiono a jej (pozostały) obszar włączono do gromady Krzynowłoga Wielka tamże.